# 別萊茨基島
別萊茨基島（英語：Bielecki Island），是南極洲的島嶼，處於特蘭迪島以北1公里，屬於帕默群島中茹班群島的一部分，由美國南極名稱諮詢委員命名，現時由南極條約體系管理。